# Stemonaceae
Die Stemonaceae sind eine Familie in der Ordnung der Schraubenbaumartigen (Pandanales) innerhalb einkeimblättriger Pflanzen (Monokotyledonen).

## Beschreibung

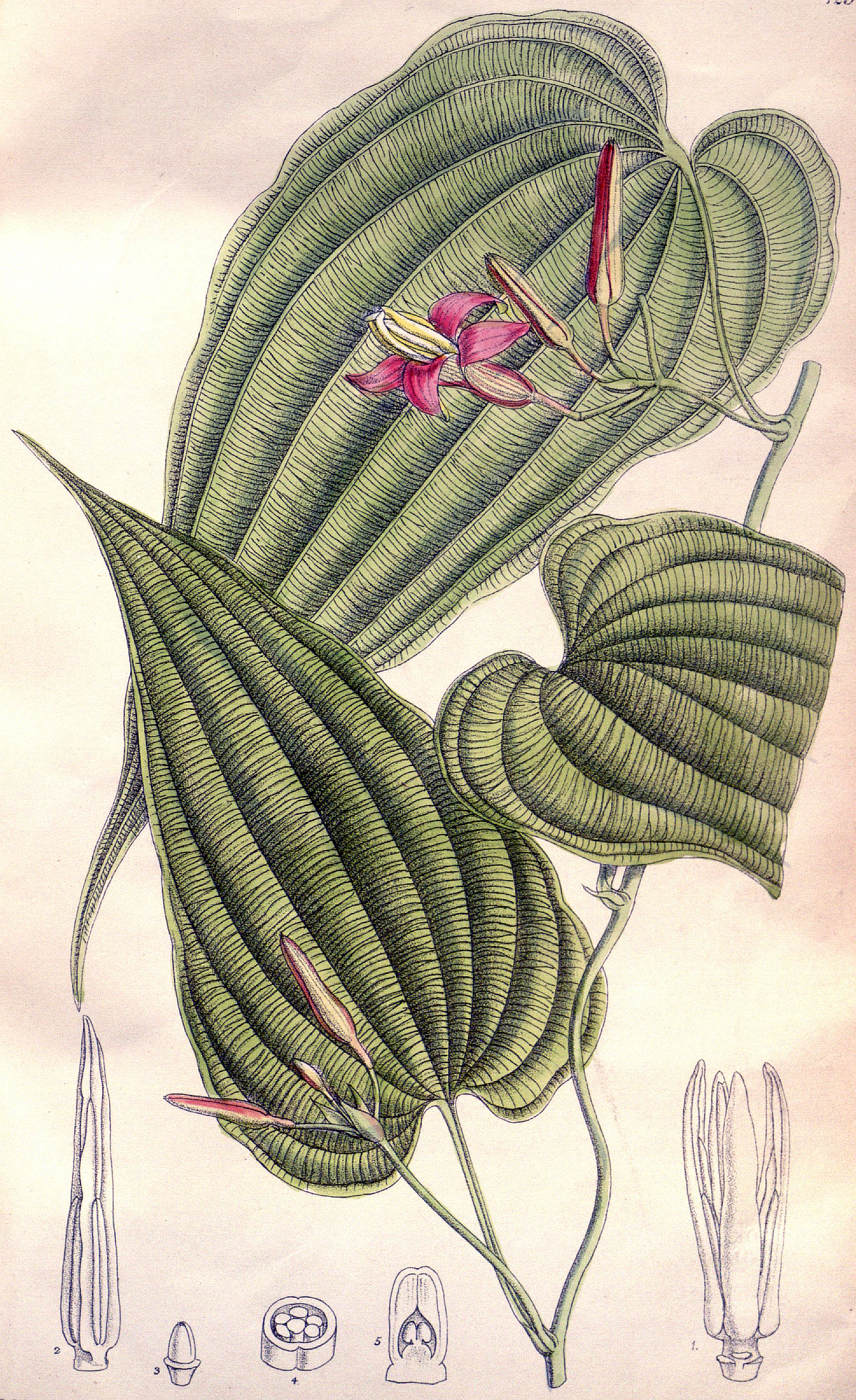
Illustration von Stemona curtisii

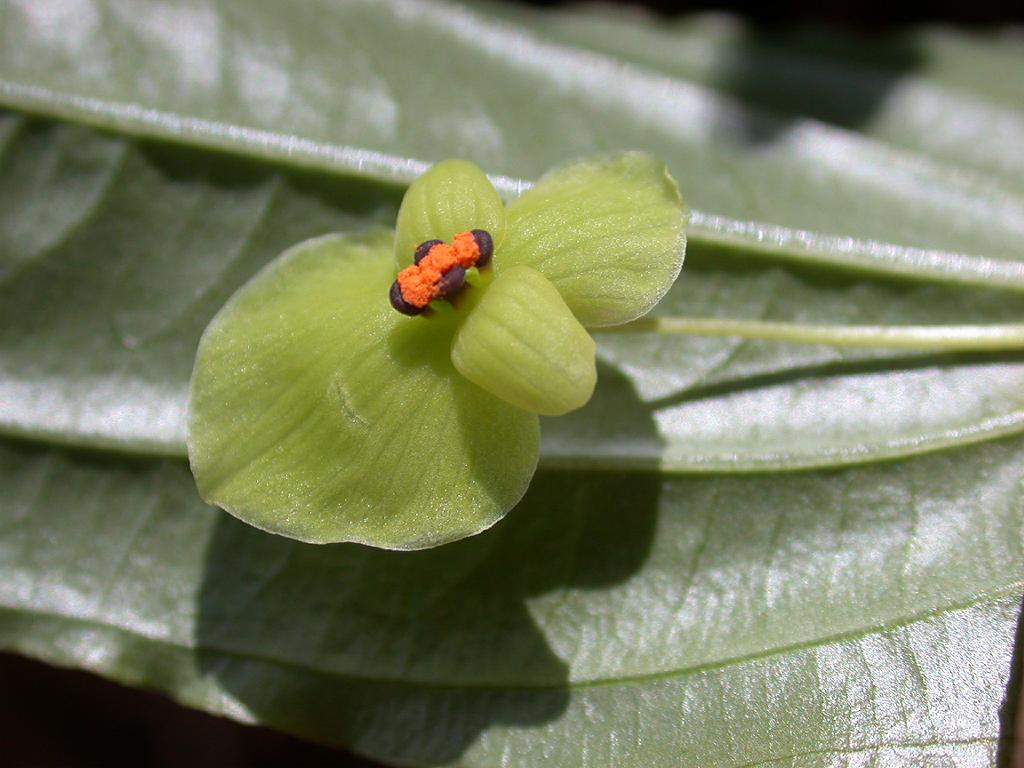
Croomia heterosepala

### Vegetative Merkmale
Es handelt sich um aufrecht wachsende oder kletternde ausdauernde krautige Pflanzen oder Halbsträucher mit Rhizomen oder Wurzelknollen als Speicherorgan. Die wechselständigen und zweizeilig, wirtelig oder gegenständig angeordneten Laubblätter sind gestielt. Die Blattspreite ist ungeteilt mit drei oder mehr Hauptadern und zahlreichen quer verlaufenden Nebenadern. Der Blattrand ist glatt.

### Generative Merkmale
Die Blüten stehen seltener einzeln oder in traubigen, meist in zymösen, seitenständigen Blütenständen. Die meisten Arten besitzen zwittrige Blüten; manche Arten sind einhäusig getrenntgeschlechtig (monözisch), tragen also eingeschlechtliche Blüten beider Geschlechter. Die radiärsymmetrischen Blüten sind meist vier- selten zwei- oder fünfzählig. Das Perianth besteht aus vier (oder fünf) Blütenhüllblättern. Es ist nur ein Kreis mit vier (oder selten fünf) fertilen, freien oder am Grund ringförmig verwachsenen Staubblättern vorhanden, die auf Lücke zu den Tepalen stehen. Zwei (oder selten drei) Fruchtblätter sind zu einem oberständigen, seltener unterständigen Fruchtknoten verwachsen. Jede Fruchtkammer enthält 2 bis 50 Samenanlagen. Der Griffel endet in (selten einer) zwei bis drei Narben.
Die zwei- bis dreifächerige Kapselfrucht enthält kugelförmige bis elliptische Samen.

### Inhaltsstoffe

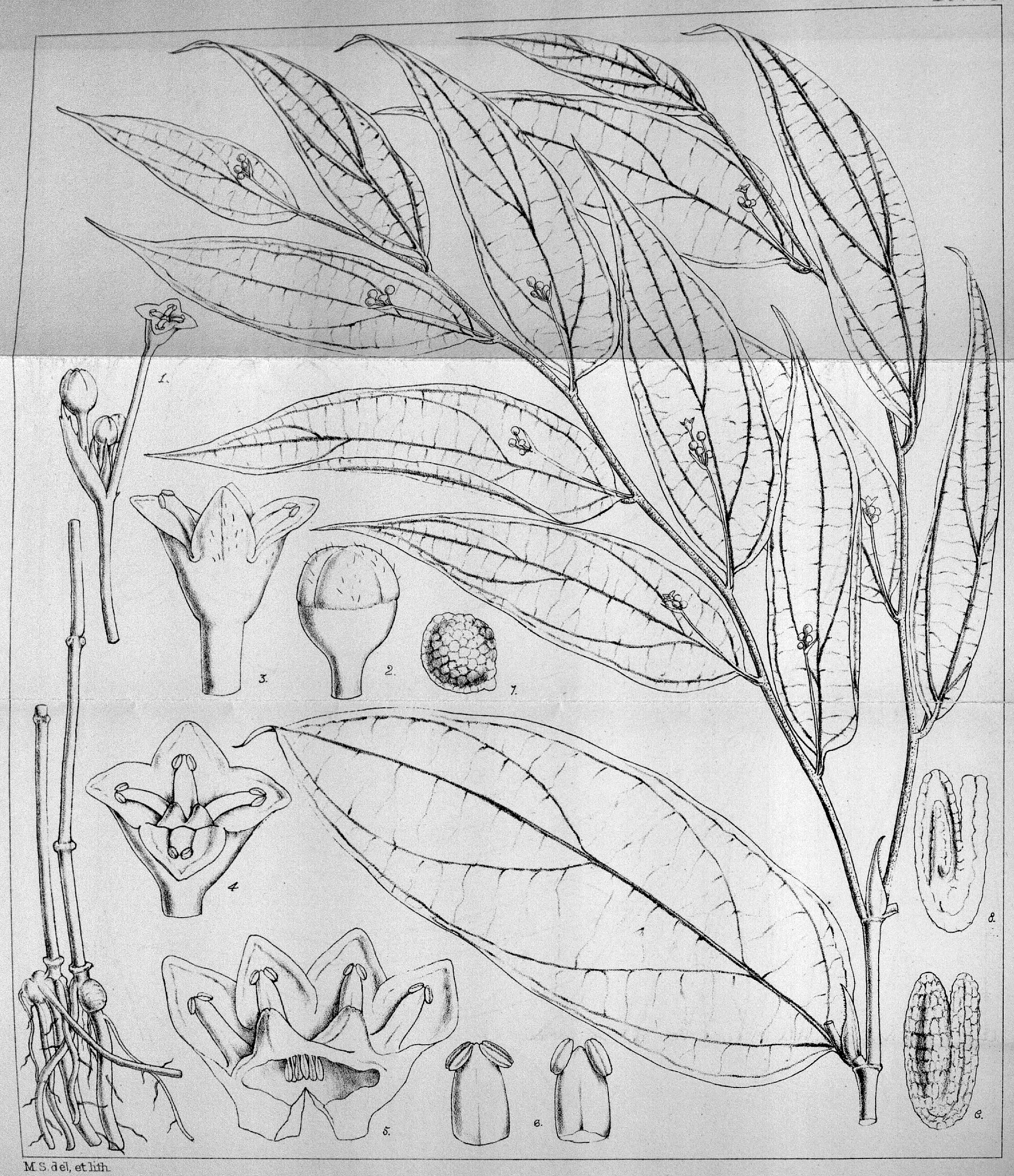
Illustration von Stichoneuron membranaceum

Manche Arten produzieren Alkaloide.

## Systematik und Verbreitung
Die Familie Stemonaceae wurde durch Adolf Engler aufgestellt. Typusgattung ist Stemona Lour.
Die Familie Stemonaceae findet sich in tropischen und subtropischen Regionen Südost- und Ostasiens (China und Japan), Indonesiens und Nordaustraliens. Croomia pauciflora kommt im südöstlichen Nordamerika vor.
Die Familie Stemonaceae umfasst vier Gattungen mit etwa 25 bis 37 Arten:
- Croomia Torr.: Von den etwa sechs Arten kommen fünf in Japan, eine Art in China und Japan und eine Art in Nordamerika vor.[2]
- Pentastemona Steenis: Die nur zwei Arten kommen in Sumatra vor.[2] Diese Gattung wird manchmal einer eigenen Familie Pentastemonaceae zugeordnet, weil es die einzigen Arten unter den Einkeimblättrigen sind, deren Blüten nach der Zahl fünf aufgebaut sind.
- Stemona Lour: Die etwa 24 Arten sind vom tropischen und subtropischen Asien bis Australien verbreitet.[2]
- Stichoneuron Hook. f.: Die etwa fünf Arten sind von Assam und Myanmar bis zur Malaiischen Halbinsel verbreitet.[3][2]